# Digital Mums
Digital Mums — частная образовательная организация, основанная соисполнительными директорами Никки Кокрейн и Кэтрин Тайлер в конце 2013 года. Организация базируется в Великобритании и обучает матерей практическим цифровым навыкам. Digital Mums уделяет особое внимание предложению  онлайн-курсов с частичной занятостью, которые помогают вооружить выпускников готовыми к работе навыками, чтобы они могли создать карьеру фрилансера с гибким графиком. 10% всей прибыли организации поступает в общественную компанию, которая финансирует женщин из малообеспеченных семей, чтобы они могли пройти обучение.

## История
Digital Mums первоначально была образована в 2013 году как агентство по маркетингу в социальных сетях в Хакни (Лондон), которое основали Кэтрин Тайлер и Никки Кокрейн. После того, как основатели прочитали отчет Fawcett Society, в котором выяснилось, что фискальные меры, принятые для сокращения чистых государственных расходов в Великобритании, окажут непропорционально большое влияние на женщин, агентство превратилось в учебную организацию, ориентированную на повышение квалификации матерей. В 2014 году организация получила 50 тыс. фунтов стерлингов посевных инвестиций от инвестиционного фонда The Big Issue Invest для поддержки своей деятельности. В марте 2016 года компания привлекла 285 тыс. фунтов стерлингов в виде прямых инвестиций и социальных инвестиций для дальнейшего расширения бизнеса.
В октябре 2016 года соучредители были совместно удостоены награды Red Magazine «Женщина года» в знак признания вклада Digital Mums в сокращение материнской дискриминации в Великобритании.

## Предлагаемые курсы
Digital Mums предлагает иммерсивные профессиональные курсы по маркетингу в социальных сетях продолжительностью от шести до 12 месяцев. Эти курсы проходят удаленно (онлайн) и включают в себя проекты из реальной жизни, чтобы подготовить студентов к работе.
Digital Mums аккредитована Управлением стандартов непрерывного профессионального развития (CPD Standards Office). Организация также предлагает ссуды на развитие профессиональной карьеры через Агентство по финансированию профессиональных навыков правительства Великобритании, чтобы помочь студентам, нуждающимся в финансовой помощи, финансировать свое обучение.

## Кампании
Digital Mums инициировала несколько национальных кампаний в поддержку работы с гибким графиком при воспитании детей.
В феврале 2016 года организация запустила кампанию в ответ на скандальный вызов Motherhood Challenge, кампанию в Facebook, где матери публиковали фотографии себя со своими детьми и отмечали других женщин, которых они считали «потрясающими» матерями. Их кампания с хештегом #RealMumMoments была попыткой показать, что «материнство никогда не бывает идеальным и это далеко не легкое дело», путем юмористического рассказа о конкурсе «Материнство».
В сентябре 2016 года компания совместно с Центром экономических и деловых исследований подготовила отчет, в котором был рассмотрен гибкий рабочий график для матерей в Великобритании. Они обнаружили, что «… более двух третей домохозяек с маленькими детьми вернулись бы к работе, если бы была возможность гибкого графика работы». В ответ на эти цифры было запущено движение #WorkThatWorks как способ начать разговор о гибком графике работы, чтобы поддержать стремление помочь матерям выстраивать карьеру, соответствующую их навыкам и семейной жизни.
В июле 2017 года организация запустила свою вторую кампанию в рамках движения #WorkThatWorks под названием #CleanUpTheFWord, цель которой — изменить негативное восприятие работы с гибким графиком. Кампания была сосредоточена на новом исследовании, проведенном с YouGov, которое показало, что 7 из 10 британских служащих хотят такую работу, но при этом более половины опасаются, что работодатель отнесется к ней негативно. Была создана петиция к правительству Великобритании с ходатайством об изменении определения работы с гибким графиком со «способа работы, который соответствует потребностям работника» на определение, в котором упор делается также на выгоды для работодателей. Кампания привлекла внимание Комиссии по равноправию и правам человека, занимающейся в том числе выработкой нового определения работы с гибким графиком.